# Fridefont
Fridefont är en kommun i departementet Cantal i regionen Auvergne-Rhône-Alpes i mitten av Frankrike. Kommunen ligger  i kantonen Chaudes-Aigues som ligger i arrondissementet Saint-Flour. År 2022 hade Fridefont 95 invånare.

## Befolkningsutveckling
Antalet invånare i kommunen Fridefont
Referens:INSEE